# José Cibrián
José Rafael Cibrián (Buenos Aires, 25 de febrero de 1916-Buenos Aires, 28 de diciembre de 2002), más conocido como Pepe Cibrián, fue un reconocido actor y director teatral argentino.

## Biografía
Nacido en Argentina, sus padres fueron los actores de origen español Pepita Meliá (1893-1990) y Benito Cibrián (1889-1974). En España realizó tres años de ingeniería, pero luego, participó en una gira teatral junto a sus padres, recorriendo varios países. Debido a la guerra civil española, la familia se asentó en México, y José Cibrián participó en una infinidad de películas, algunas de las cuales fueron llevadas a Estados Unidos. En estas compartió cartel con María Félix, Amanda Ledesma, Leticia Palma y José Pidal, entre otros. Entre los films mexicanos en que participó se encuentran: Amor de mis amores (1940), Jesús de Nazareth (1942), la cinta que lo llevó al éxito, Santa (1943), Así son ellas (1943), La trepadora (1944), Como tú ninguna (1946), etcétera. Llegando a tener su propia compañía, pudo recorrer México y el Caribe en la década de  1940. Poco antes del estreno de El desquite, en 1947, conoce a Ana María Campoy, con quien se casa en Guatemala.
Después de grabar dos películas de Víctor Urruchúa y Fernando Cortés en el país azteca, viajan a Buenos Aires para radicarse definitivamente. Con la creación del televisor, se convirtió en un pionero de este, ya que en 1951 protagonizó junto a su esposa dos ciclos: Teleteatro de suspenso y Néstor Villegas vigila, ambos en blanco y negro y con temática basada en el misterio. Ese mismo año incursionó en cuatro películas: El extraño caso del hombre y la bestia, con dirección y protagonización de Mario Soffici, donde interpretó al Dr. Anderson, Escándalo nocturno, con Juan Carlos Thorry, Los árboles mueren de pie, obra literaria llevada al cine, y El pendiente, donde fue el galán de Mirtha Legrand. Su programa más exitoso fue Cómo te quiero, Ana, con guiones de Abel Santa Cruz y la participación de Raúl Rossi.
Cibrián se veía encaminado a cumplir roles de galán cada vez más exitosos, desde que llegó al país y fue convocado para actuar en dos piezas teatrales de Enrique Suárez de Deza y Tristán Bernard. La mayoría de las temporadas lo acompañó Ana María Campoy, y a estas piezas se les sumaron títulos tan emblemáticos como Agua en las manos, de Pedro E. Pico; La tercera palabra, de Alejandro Casona; Mi bella dama, de Alan Jay Lerner y Frederick Loewe; La novicia rebelde, de Rodgers y Hammerstein; Desnudar al desnudo, de Otilia de Ferrándiz; ¡Sí, quiero!, de Alfonso Paso; Oro y paja, de Barillet y Gredy; Anillos para una dama, de Antonio Gala; Cena íntima para tres, de Ives Chatelain, y Ocho preguntas a un monarca, de Alfonso Paso. En Las mariposas son libres, permitió el debut como actriz de Susana Giménez.
Tras un paréntesis en el cine, en 1955 retornó al medio y filmó La noche de Venus, de la productora Mapol Film. Acompañó a la española Ana Mariscal y a George Rigaud en Enigma de mujer, que fue un éxito. Como te odio, Pepe, fue la siguiente comedia que Pepe protagonizó con su mujer, pero no logró la taquilla de la anterior. El siguiente éxito ocurrió recién en 1960, cuando filmó La patota, que recibió un premio contando con la dirección de Daniel Tinayre y obtuvo muy buenas críticas del periodismo. En Canal 9, secundó a Amelia Bence en Topaze, uno de sus primeros trabajos a color en TV. En 1964 participó en La cigarra no es un bicho, cómica película con Luis Sandrini, cuyo protagónico femenino había sido propuesto a Niní Marshall, pero al no aceptar fue reemplazada por María Antinea. A mediados de la década de 1960 formó parte del elenco de Alta comedia y Show Rambler, que lograron altos picos de índice de audiencia.
Como director teatral estuvo al servicio de Guillermo Bredeston y Nora Cárpena en muchas temporadas de Mar del Plata. Pero también trabajó con Dringue Farías, Rosa Rosen, Nedda Francis y Rosita Quintana en importantes salas teatrales de la avenida Corrientes. Uno de sus mejores y últimos papeles los logró en Los debutantes en el amor (1969). Después de su trabajo en este film, sus siguientes labores fueron más breves, y se lo pudo ver cómico al lado de Niní Marshall en uno de sus ciclos, emitido en 1977. En años anteriores, había sido invitado a México por María Rivas, y allí presentó la obra teatral El príncipe y la corista. Realizó su última intervención cinematográfica en 1981 en Gran Valor en la Facultad de Medicina, donde interpretó a Tito Márquez al lado de Juan Carlos Calabró. Ese año le confieren el Premio Konex - Diploma al Mérito por su ya larga trayectoria como actor de comedia.
Tuvo participación televisiva en el programa humorístico Los Piedra Gómez. Se mantuvo vigente en reportajes televisivos o periodísticos. En 1990 sufrió un derrame cerebral que le produjo dificultades al hablar y en los movimientos. A su vez, también le producía problemas de memoria. Una de sus últimas apariciones públicas ocurrió en 1997 cuando, ya muy desmejorado, festejó su cumpleaños 81 en el restaurante La Cuadra.
Recluido en su casa de Belgrano, solo se veía en contadas oportunidades a su esposa. Falleció a los 86 años el 28 de diciembre de 2002. Sus restos fueron inhumados en el Panteón de Actores del Cementerio de La Chacarita. Sus hijos son el actor y director José Pepito y Roberto Cibrián Campoy. Su cuñada, Carmen Campoy, también incursionó como actriz.

## Filmografía como actor
En Argentina:

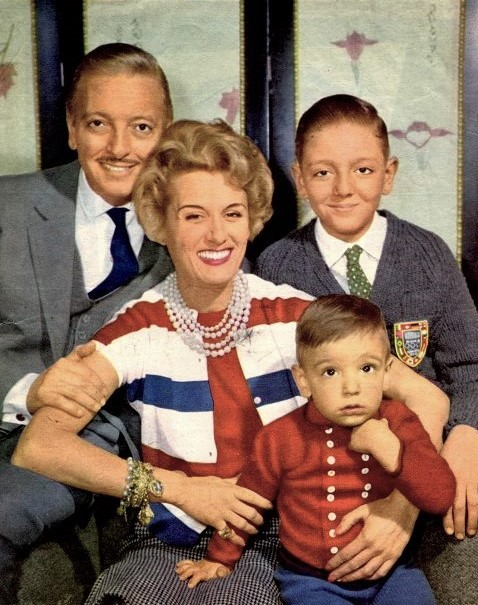
José Cibrián, Ana María Campoy con sus hijos Roberto y Pepito Cibrián Campoy en 1960

- Gran Valor en la Facultad de Medicina (1981)
- Pájaro loco (1971)
- Los debutantes en el amor (1969)
- Con el más puro amor (1966)
- Extraña ternura (1964)
- La cigarra no es un bicho (1964)
- La patota (1960)
- Reportaje en el infierno (1959)
- La hermosa mentira (1958)
- Enigma de mujer (1956)
- Cubitos de hielo (1956)
- La noche de Venus (1955)
- El pendiente (1951)
- El extraño caso del hombre y la bestia (1951)
- Escándalo nocturno (1951)
- Los árboles mueren de pie (1951)

En México:
- La mujer que quiere a dos (1947)
- No te cases con mi mujer (1947)
- El desquite (1947)
- Los maridos engañan de 7 a 9 (1946)
- El puente del castigo (1946)
- Más allá del amor (1946)
- Como tú ninguna (1946)
- Su gran ilusión (1945)
- Soltera y con gemelos (1945)
- El secreto de la solterona (1945)
- Tribunal de justicia (1944)
- La hija del regimiento (1944)
- La trepadora (1944)
- La monja alférez (1944)
- Así son ellas (1944)
- El globo de Cantoya (1943)
- El hombre de la máscara de hierro (1943)
- Santa (1943)
- Jesús de Nazareth (1942) ... Jesús
- Amor de mis amores (1940)